# Mantispa obscurata
Mantispa obscurata is een insect uit de familie van de Mantispidae, die tot de orde netvleugeligen (Neuroptera) behoort. 
Mantispa obscurata is voor het eerst wetenschappelijk beschreven door Navás in 1914.